# Пикатуриле (Долж)
Пикатуриле (рум. Picăturile) насеље је у Румунији у округу Долж у општини Мургаши. Oпштина се налази на надморској висини од 174 m.

## Становништво
Према подацима из 2002. године у насељу је живело 166 становника, од којих су сви румунске националности.